# Křepel šupinkatý
Křepel šupinkatý (Callipepla squamata) je šedomodrý pták žijící ve vyprahlých oblastech jihozápadních Spojených státu v Mexixu a Texasu. Tento druh je časná odnož rodu Callipepla, která se rozchází v pliocénu. Křepel šupinkatý je velmi plachý a opatrný pokud je v nebezpečí dává přednost běhu než letu. Přes den se zdržuje v křovinách, spí na zemi. Pták je menší než koroptev polní, dosahuje celkové délky 22 až 29 cm a hmotnosti 130 až 200 g.

## Hnízdění
Pod keřem či jiným porostem si samička vyhrabává mírně ploché hnízdo do něhož pak naklade 9–16 vajec (obvykle 12–14), ta jsou bíle červená s tmavými skvrnami. Délka inkubace je 21–23 dní.

## Potrava
Rozmanitý jídelníček, rozdílný v závislosti na lokalitě. V teplých měsících potravu tvoří převážně ovoce a další rostlinná strava např.: Verbesina encelioides nebo Cycloloma atriplicifolium. Z hmyzu pak kobylky, sarančata či mravenci. Během podzimu a zimy se živí semeny a zrny, případně ještě dostupným ovocem a bobulemi.